# ФК Хераклес Алмело
Фудбалски клуб Хераклес Алмело (хол. Heracles Almelo) холандски је фудбалски клуб из Алмела и тренутно се такмичи у Ередивизији. Своје мечеве игра на стадиону Полман у Алмелу, који има капацитет од 13.500 места и вештачку траву. Изграђен је 1995. године, а проширен 2005. Као домаћин игра у црно-белим дресовима, док као гост игра у црним.

## Историја
Хераклес је основан 3. маја 1903. године, по чувеном античком јунаку Херкулу. Променили су име 1. јула 1974. у СЦ Хераклес, да би коначно садашње име добили 1998. Клуб је два пута освојио националну лигу Холандије, 1927. и 1941. Један од најпознатијих фудбалера овог тима је Стив Моконе, из Јужноафричке републике, којег су звали и {Црни метеор}, а он је био први тамнопути играч у Холандији икада.
У сезони 2004/05. освојили су титулу у Другој лиги Холандије по други пут (први пут су то учинили у сезони 1984/85.), па су од сезоне 2005/06. били члан Ередивизије. Ту сезону завршили су на 13. позицији.
2012. године, клуб се по први пут такмичио у финалу холандског купа, међутим изгубио је од ПСВ-а.

## Титуле и успеси
- Ередивизија

Прваци: 1927. и 1941.
- Друга лига Холандије:

Прваци: 1984/85. и 2004/05.
- Куп Холандије у фудбалу:

Финалисти: 2011/12.